# 이정만
이정만(李廷萬, 1962년 1월 3일 - )은 대한민국의 법조인이다.
31회 사법고시에 합격하였으며, 서울지검 재직 이후 거창지청장을 거쳐 서울중앙지검 부부장검사로 부패범죄 특별수사본부 팀장을 맡았다.
2002년 2월 18일부터 2003년 2월 17일까지 삼성 에버랜드 전환사채(CB) 저가 배정 사건의 주임 검사를 맡았으며, 2003년 3월 노무현 대통령과 평검사와의 대화에서 다음과 같은 발언을 하였다. (한겨레 신문 인용)

"노 대통령은 (검찰 중립) 약속을 지키리라 보지만 이는 대통령 혼자만의 결의로 되는 것이 아니다"면서 "최근 (대통령) 형님에 대한 해프닝 등이 주위에서 생길 수 있다"면서 위험수위를 넘나드는 발언을 이어갔다. 노 대통령은 "대통령 형님중에 어수룩한 사람이 있다"면서 "요령이 없어 기자들이 왔을 때 매끄럽게 말못하고 바보처럼, 형님한테 미안하지만, 어수룩하게 대답해 그렇게 됐다"면서 "이런 자리에서 그런 얘기를 꺼내 대통령의 낯을 깎을 이유가 있습니까. 정말 이런식으로 토론하시겠습니까"라며 목소리를 높였다.

## 경력
- 1989년 제31회 사법시험 합격
- 1992년 사법연수원 제21기 수료
- 부산지방검찰청 동부지청 검사
- 1994년 대전지방검찰청 서산지청 검사
- 1995년 수원지방검찰청 검사
- 1997년 서울지방검찰청 남부지청 검사
- 2000년 창원지방검찰청 진주지청 검사
- 2001년 서울지방검찰청 검사
- 2004년 의정부지방검찰청 부부장검사
- 2005년 청주지방검찰청 충주지청 부장검사
- 2006년 2월 20일~2007년 3월 7일: 제40대 창원지방검찰청 거창지청장
- 2007년 서울중앙지방검찰청 부부장검사
- 2008년 대검찰청 과학수사담당관
- 2009년 8월 서울동부지방검찰청 형사제3부장검사
- 2010년 8월 2일~2011년 9월 2일 제16대 수원지방검찰청 평택지청장
- 2011년 9월 대검찰청 과학수사기획관
- 2013년 4월 법무연수원 연구위원
- 2014년 1월 16일~2015년 2월 24일 제47대 대전지방검찰청 천안지청장
- 대전고등검찰청 검사
- 충청남도청 안전자치행정국 안전총괄과 법률자문검사
- 2016년 서울지방변호사회 소속 변호사
- 법무법인 윈앤윈 대표변호사
- 자유한국당 인재영입위원회 위원
- 충남북부상공회의소 자문변호사
- 한국소상공인연합회 자문변호사
- 미래통합당 법률자문위원
- 법률사무소 정성 대표변호사
- 윤석열 국민캠프 충청남도 공동선거대책위원장
- 국민의힘 충남도당 천안시 을 당협위원장
- 국민의힘 충청남도당 위원장
- 2025년 4월~2025년 4월 국민의힘 홍준표 제21대 대통령 선거 경선후보 무대홍 캠프 법률지원단장

## 역대 선거 결과
| 실시년도 | 선거   | 대수 | 직책     | 선거구         | 정당     | 득표수   | 득표율          | 순위 | 당락 | 비고 |
| -------- | ------ | ---- | -------- | -------------- | -------- | -------- | --------------- | ---- | ---- | ---- |
| 2024년   | 총선   | 22대 | 국회의원 | 충남 천안시 을 | 국민의힘 | 44,628표 | \| \| 41.79% \| | 2위  | 낙선 |      |
|          | 41.79% |      |          |                |          |          |                 |      |      |      |